# Hollywood Horror
Hollywood Horror è un film del 2008 diretto da Bernt Amadeus Capra.
Negli Stati Uniti d'America ha avuto una distribuzione cinematografica limitata per motivi commerciali, uscendo nelle sale il 1º gennaio 2008.